# Cerveza kaffir

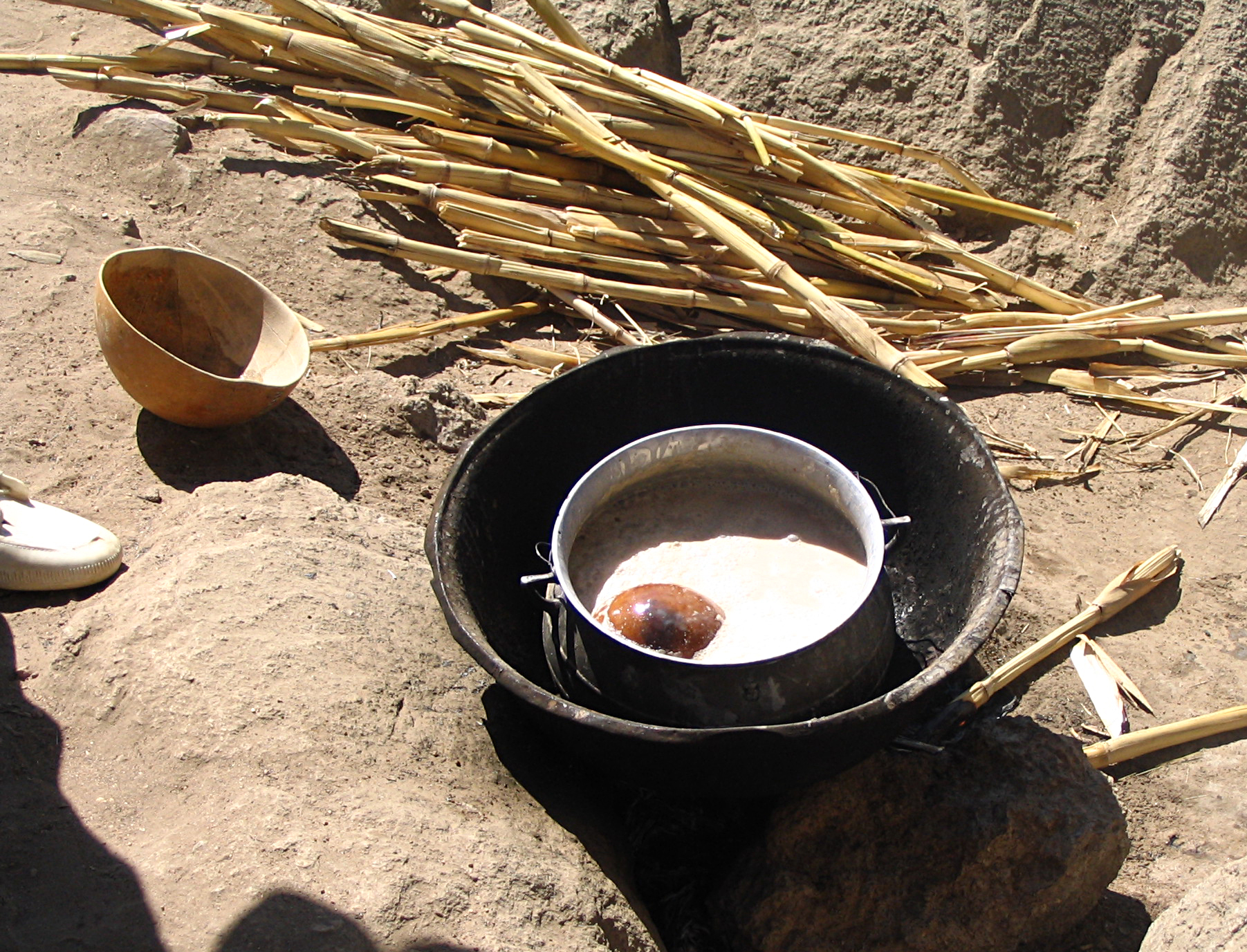
Cerveza kaffir en Camerún.

La Cerveza kaffir (denominada también cerveza bantú o cerveza de mijo, pombé, malva, chuk, o birra opaca) es una bebida elaborada con la fermentación alcohólica del mijo malteado (un tipo de sorgo denominado Sorghum caffrorum). Se trata de una bebida con baja graduación alcohólica muy popular en ciertas zonas de África, muy relacionada con la cerveza de sorgo.
Se sirve en calabacines